# Bank of the West Classic 2009
Il Bank of the West Classic 2009 è stato un torneo di tennis giocato sul cemento. 
È stata la 39ª edizione del Bank of the West Classic, che fa parte della categoria Premier nell'ambito del WTA Tour 2009. Si è giocato al Taube Tennis Center di Stanford in California dal 27 luglio al 2 agosto 2009. È stato il 1° evento femminile delle US Open Series 2009.

## Partecipanti
| Giocatrice          | Ranking* | Testa di serie |
| ------------------- | -------- | -------------- |
| Serena Williams     | 2        | 1              |
| Venus Williams      | 3        | 2              |
| Elena Dement'eva    | 4        | 3              |
| Jelena Janković     | 6        | 4              |
| Nadia Petrova       | 10       | 5              |
| Dominika Cibulková  | 12       | 6              |
| Agnieszka Radwańska | 14       | 7              |
| Marion Bartoli      | 15       | 8              |

- Ranking al 20 luglio 2009.

### Altri partecipanti
Giocatori che hanno ricevuto una Wild card:
- Hilary Barte
- Stéphanie Dubois

Giocatori passati dalle qualificazioni:
- Melanie Oudin
- Alla Kudrjavceva
- Angela Haynes
- Lilia Osterloh

## Campioni

### Singolare
Marion Bartoli ha battuto in finale  Venus Williams, 6–2, 5–7, 6–4

### Doppio
Serena Williams /  Venus Williams hanno battuto in finale
 Yung-Jan Chan /  Monica Niculescu, 6–4, 6–1.